# 가미야시로정
가미야시로정(神社町)은 미에현에 와타라이군에 있던 정이다. 현재의 이세시 북부에 해당한다.

## 역사
- 1889년 4월 1일 - 정촌제 시행에 의해 와타라이군 가미야시로정이 성립하였다.
- 1941년 5월 5일 - 구 우치야마다시와 합병해, 새로운 우치야마다시가 성립하여, 동일 가미야시로정은 폐지되었다.

## 교통

### 철도
- 간사이 급행전철 (현 긴키 닛폰 철도)
  - 나고야선 (현 긴테쓰 나고야선)

## 참고문헌
- 伊勢市『伊勢市史』伊勢市役所、昭和43年3月31日、954p.
- 「角川日本地名大辞典」編纂委員会 編『角川日本地名大辞典 24三重県』가도카와 쇼텐、昭和58年6月8日、1643p.

- 神社港（度会郡神社町神社港） - 三重の文化 - 三重県環境生活部文化振興課県史編さん班